# Mein Leben (Seume)

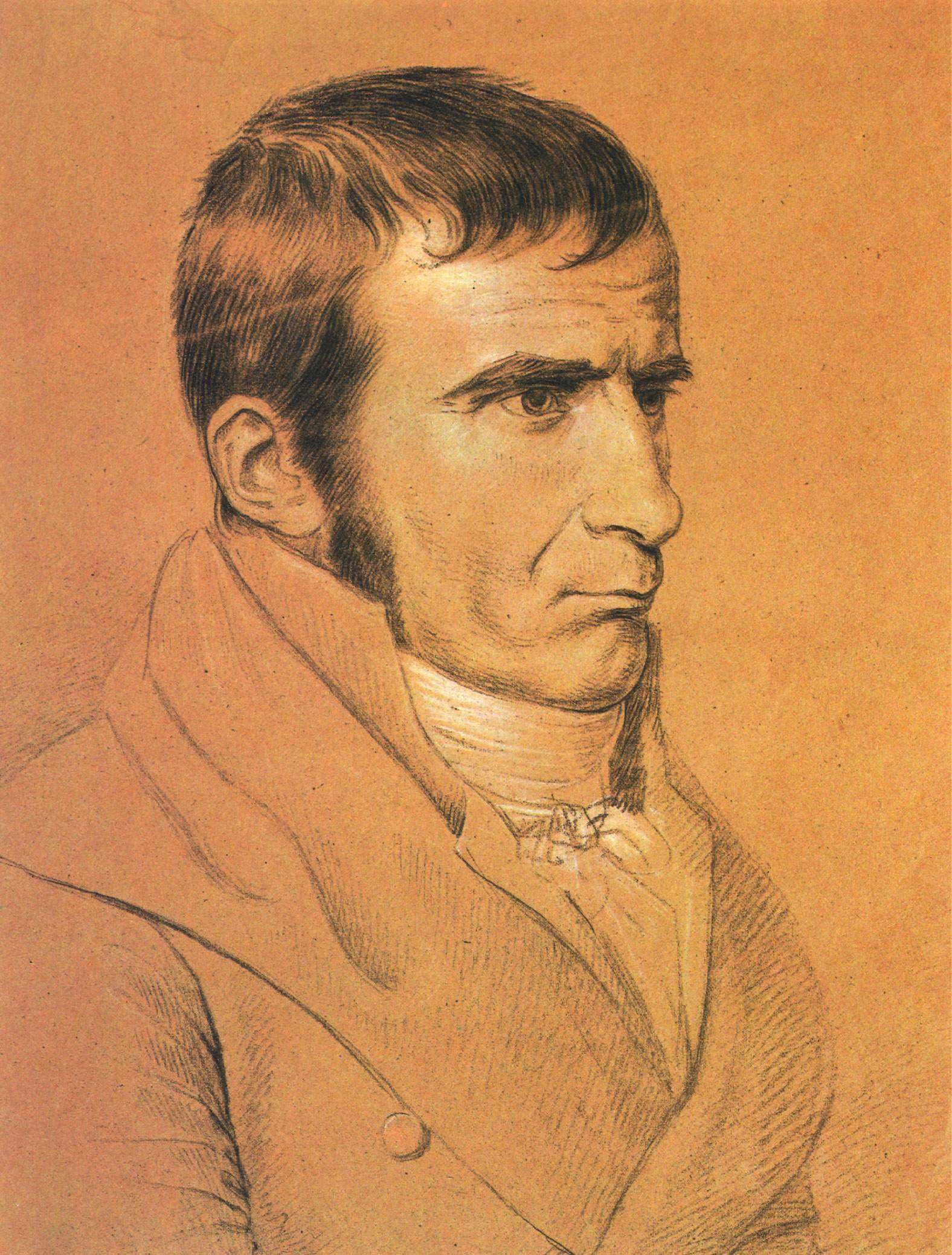
Johann Gottfried Seume, Kreidezeichnung von Wilhelm von Kügelgen (1806)

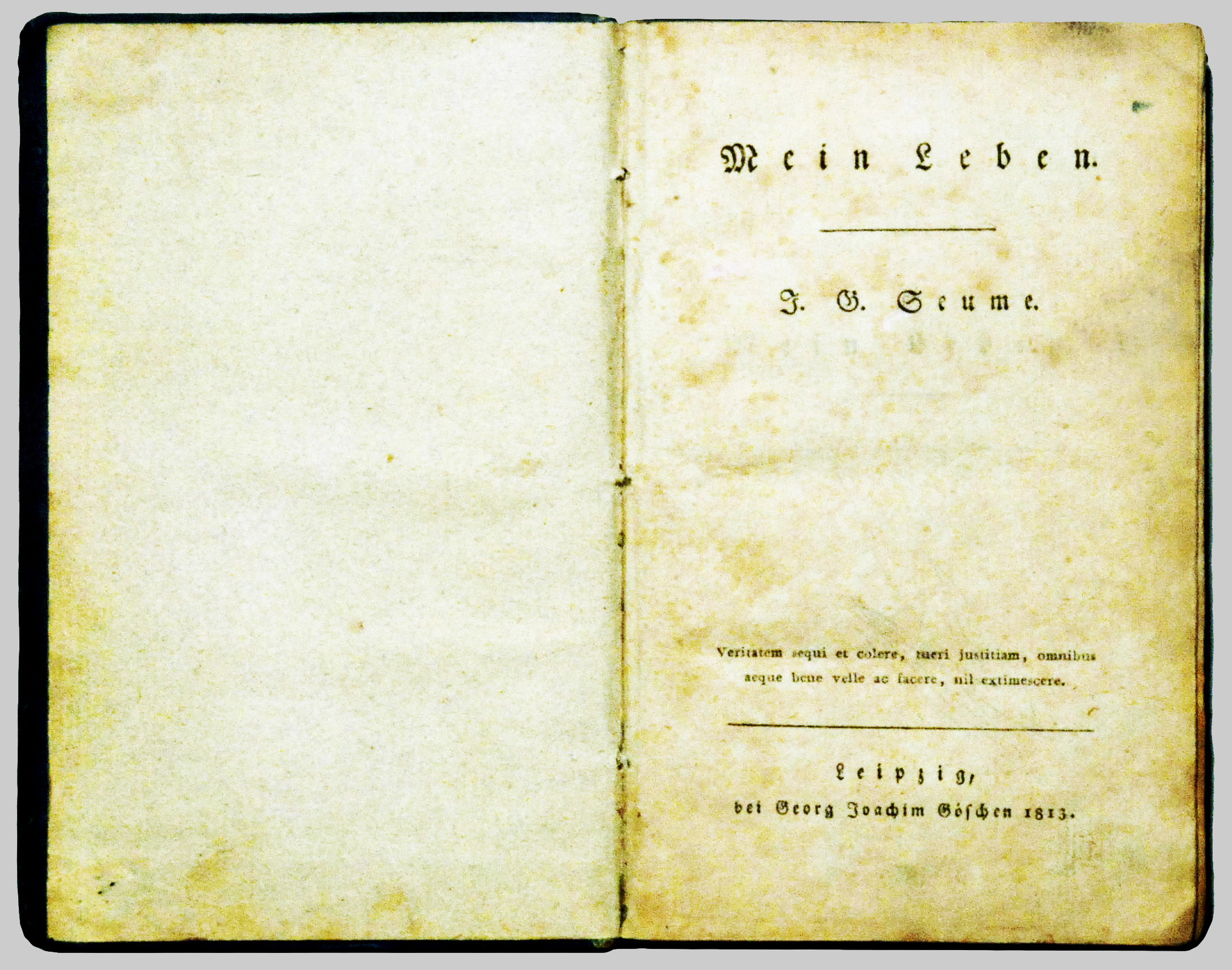
Titelblatt der Erstausgabe, Göschen, Leipzig 1813

Mein Leben ist der Titel der Autobiographie des deutschen Schriftstellers Johann Gottfried Seume (1763–1810). Das unvollendet gebliebene Werk schildert die ersten zwanzig Lebensjahre und wurde mit einer Fortsetzung von Georg Joachim Göschen und Christian August Heinrich Clodius 1813 erstmals veröffentlicht. Mein Leben zählt zu den bekanntesten Autobiographien der deutschen Literatur und hat das Seume-Bild entscheidend geprägt.

## Seumes Lebenserinnerungen
Seume verbrachte seine Kindheit in Poserna und Knautkleeberg (heute Leipzig) und besuchte nach dem frühen Tod des Vaters die Lateinschule in Borna, wo er als „halber Hurone“ ankam, jedoch bald Klassenbester wurde. Die Unterstützung des Grafen Friedrich Wilhelm von Hohenthal zu Städteln ermöglichte dem Begabten den Besuch der Nikolaischule in Leipzig, und im Herbst 1780 begann er das Studium der Theologie, um nach dem Willen seines Förderers Pfarrer zu werden. Doch schon bald plagten den Achtzehnjährigen Glaubenszweifel: „Es fing nun an furchtbar in mir zu gähren. Ich begriff, daß ich als ehrlicher Mann nicht auf dem Wege fortwandeln konnte.“ Seume fasste den Entschluss, Deutschland zu verlassen, um in Metz die Artillerieschule zu besuchen.
Ende Juni 1781 machte er sich auf den Weg nach Frankreich, doch schon am dritten Tag „übernahm trotz allem Protest der Landgraf von Kassel, der damalige große Menschenmäkler, durch seine Werber die Besorgung [seiner] ferneren Nachtquartiere“ Seume sollte als Soldat für den Amerikanischen Unabhängigkeitskrieg an Großbritannien vermietet werden und wurde zunächst in die Festung Ziegenhain, den Sammelplatz für die Rekruten, und im Frühjahr 1782 nach Bremerlehe gebracht.
Nach einer zweiundzwanzigwöchigen Überfahrt in der drangvollen Enge eines englischen Transportschiffes, „geschichtet und gepökelt wie die Heringe“, kamen die hessischen Soldaten in Halifax an, wo sie auch stationiert blieben und im Krieg nicht mehr eingesetzt wurden. Seume musste, anfänglich neben seinen militärischen Dienstpflichten, „ins Joch als Schreibersknecht“, hatte jedoch in seiner dienstfreien Zeit auch die Möglichkeit zu jagen und zu fischen. Seine Streifzüge durch die kanadische Wildnis brachten ihn in näheren Kontakt mit den Indianern, „durchaus nur freundliche Leute“, die er voller Sympathie beschreibt.
Die klassische Bildung und das dichterische Talent des Bauernsohnes Seume beeindruckten den vier Jahre älteren Offizier Karl Ludwig August Heino von Münchhausen. Zwischen den beiden entwickelte sich eine Freundschaft, durch die Seume Aufnahme in einen kleinen Kreis von Offizieren fand. Nach der Unterzeichnung des Friedens von Paris im September 1783 erfolgte der Rücktransport der Truppen nach Europa und Seume nutzte die Ankunft in Bremen für einen Fluchtversuch. „Und nun –“, an dieser Stelle bricht das Manuskript ab.

## Fortsetzung von Göschen und Clodius

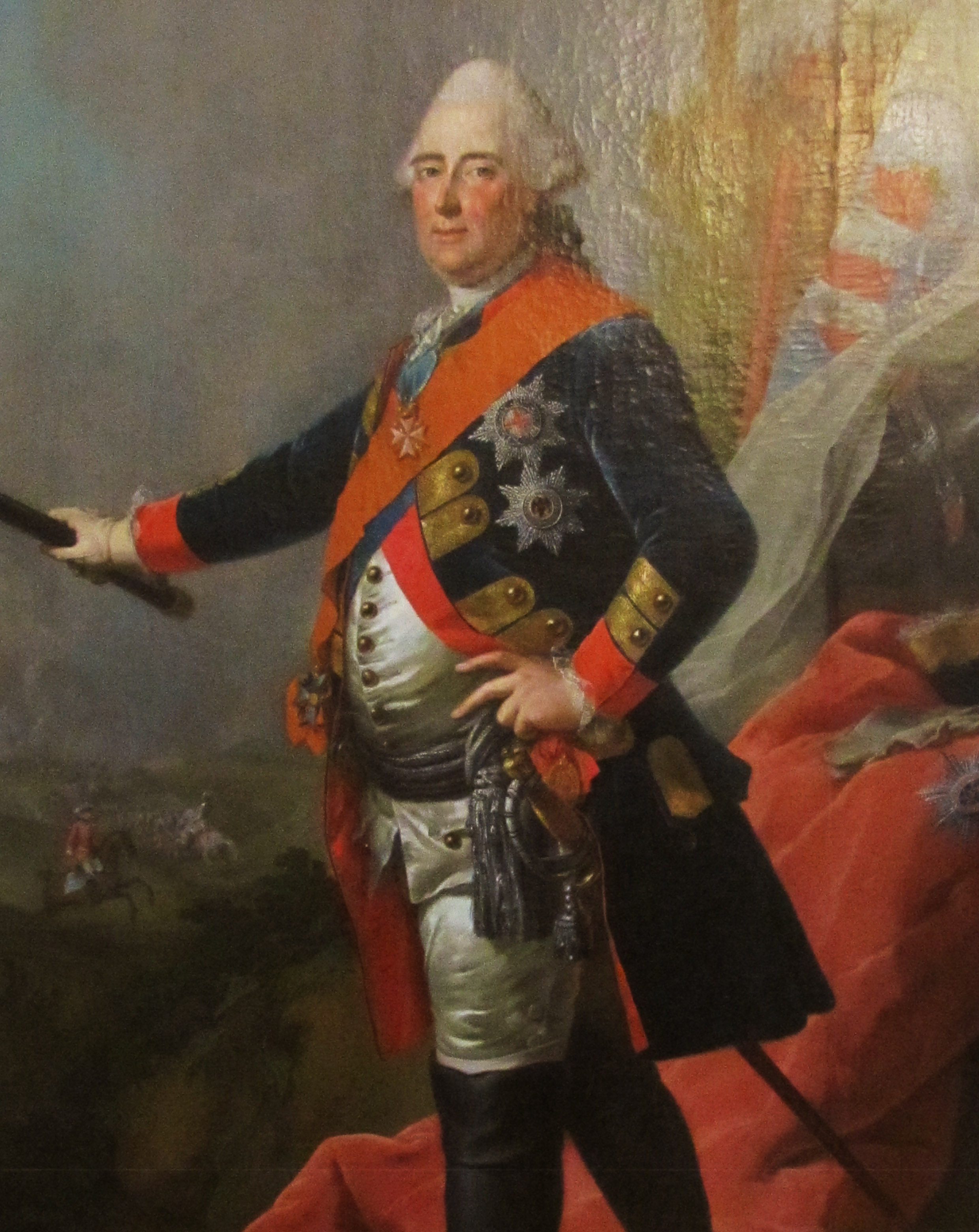
Friedrich II., Landgraf von Hessen-Kassel

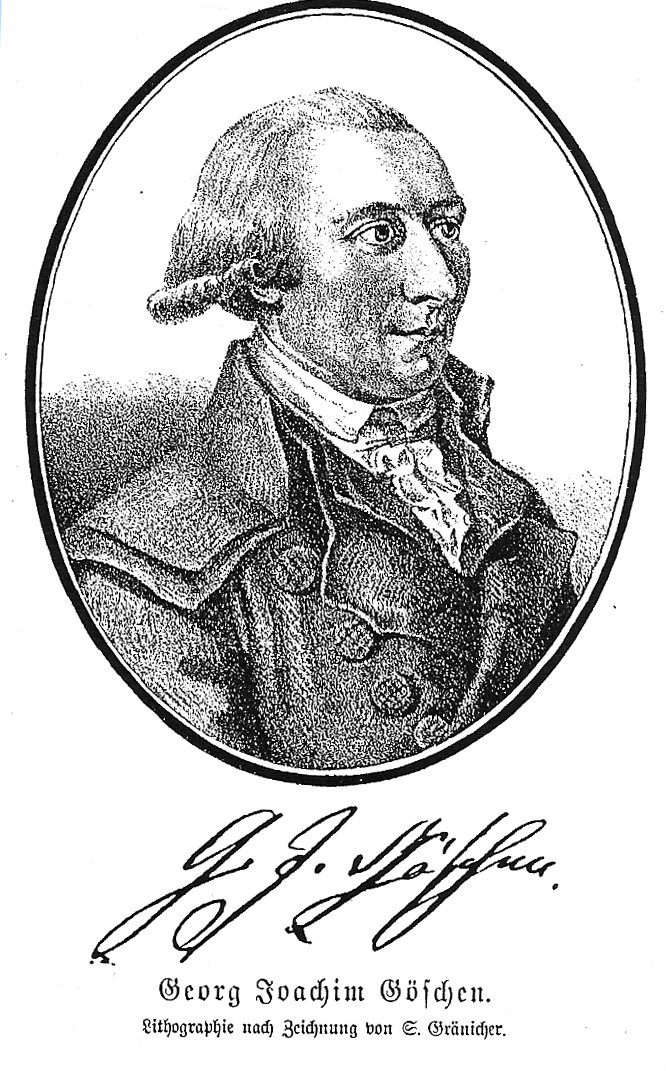
Georg Joachim Göschen

Zwei von Seumes Freunden, der Verleger Georg Joachim Göschen (1752–1828) und der Leipziger Universitätsprofessor und Dichter Christian August Heinrich Clodius (1772–1836), schrieben eine Fortsetzung. Göschen schildert, wie Seume dem hessischen Militär entkommen war und danach preußischen Soldatenwerbern in die Hände fiel, zwei missglückte Fluchtversuche unternahm, zwölfmaligem Spießrutenlaufen entging, schließlich nach Leipzig zurückkehrte, studierte, in russische Dienste trat und im April 1794 als Offizier den Aufstand in Warschau überlebte, nach siebenmonatiger Gefangenschaft heimkehrte, 1801/02 seinen Spaziergang nach Syrakus unternahm und 1805 eine Nordische Reise durch Polen, Russland und Skandinavien.
Die von Clodius verfasste Ergänzung schildert Seumes letzte Lebenstage in Töplitz, wo der Todkranke Linderung seiner qualvollen Schmerzen erhofft hatte. Nur „die Pflicht des Beispiels“ habe ihn „um der Schwachen und Toren willen“ davon abgehalten, seinem Leben selbst ein Ende zu setzen. Seume starb am 13. Juni 1810 im Alter von siebenundvierzig Jahren.

## Entstehung
Zeitgenossen wie Schiller, Herder oder Gleim ermunterten Seume, seine Lebensgeschichte aufzuzeichnen, doch erst eine schwere und äußerst schmerzhafte Blasen- und Nierenkrankheit und sein sich rasch verschlechternder Gesundheitszustand bewogen den erst Sechsundvierzigjährigen gegen Ende des Jahres 1809, mit der Niederschrift zu beginnen. Im Januar 1810 berichtete er in einem Brief an seinen väterlichen Freund Christoph Martin Wieland (1733–1813): „Einige Bogen habe ich auch unter großer Anstrengung gefertigt, und habe mich schon glücklich wieder aus Amerika zurückgebracht.“
Wenige Tage vor seinem Tod schenkte Seume das Fragment gebliebene Manuskript seinem Leipziger Arzt Christian Gottfried Braune (1765–1814). In der Folge wechselte die Handschrift mehrmals den Besitzer, bis sie 1937 vom Schriftsteller Stefan Zweig an den Sammler Martin Bodmer verkauft wurde. Heute befindet sich das Manuskript im Besitz der Stiftung Fondation Bodmer in Cologny.

## Rezeption
- Georg Joachim Göschen bezeichnet die Autobiographie als Vermächtnis, in dem Seume bei seinen Freunden fortlebe, „weil sein Leben sich ebenso anspruchslos und wahr, ebenso heiter und gleichmütig in Worten und Handlungen darstellte, als er es, während einer schmerzhaften Krankheit, beschrieben hat.“[18]
- Für Ludwig Storch (1803–1881) – rund fünfzig Jahre später – gehört die Lebensbeschreibung zu dem Wertvollsten, was Seume geschrieben hat, denn „obgleich er darin nicht über die Jünglingsjahre hinausgekommen ist, so tritt doch sein Bild in herrlicher Frische daraus hervor.“[19]
- Der Literaturwissenschaftler und Mitbegründer der Johann-Gottfried-Seume-Gesellschaft zu Leipzig Jörg Drews (1938–2009) sieht den Reiz der Autobiographie darin, dass Seume „sich nicht psychologisch-zergliedernd mit sich selbst beschäftigt, sich also weniger analysiert als vielmehr porträtiert.“[20] Andererseits vermisst er sprachliche und psychologische Raffinesse und weist auf einige Ungereimtheiten und ungenaue Darstellungen hin.[21]
- Eberhard Zänker, der Verfasser einer Seume-Biographie, bezeichnet Mein Leben als eine der interessantesten und berühmtesten Autobiographien der Goethezeit und der deutschen Literatur überhaupt.[22] Göschens und Clodius’ Fortsetzung sieht er jedoch von sentimentaler Erinnerung und Verehrung geprägt, die „eine Seume-Legende entstehen ließ, an der allerdings auch Seume selbst schon zu Lebzeiten mitgewirkt hat.“[23]

## Ausgaben
- Johann Gottfried Seume: Mein Leben mit der Ergänzung von Christian August Heinrich Clodius, Digitalisat der Erstausgabe im Verlag Georg Joachim Göschen, Leipzig 1813
- Johann Gottfried Seume: Mein Leben (= Reclam-Taschenbuch. Nr. 1060). Reclam, Stuttgart 1991, ISBN 3-15-001060-8.
- Johann Gottfried Seume: Mein Leben. Erstmals ungekürzt. Wallstein Verlag, Göttingen 2018, ISBN 978-3-8353-3182-2